# Gabriel Labbé
Pour les personnes ayant le même patronyme, voir Labbé.
Gabriel Labbé, (28 avril 1938, à Rimouski, Québec, 14 mars 2008 à Montréal) et un harmoniciste, compositeur et folkloriste québécois.
Il grandit dans un milieu familial où la musique est omniprésente. Imprégné par l'ambiance des veillées musicales familiales, il commence à jouer de l'harmonica dès l'âge de sept ans. Plus tard, son style et ses choix musicaux sont influencés par la musique du groupe Les Montagnards Laurentiens que l'on pouvait entendre à la radio, tous les samedis soir, à la station de radio CHRC de Québec. Le répertoire musical de Gabriel Labbé sera influencé par d'autres musiciens du folklore québécois comme Joseph Allard, Louis Blanchette, Jos Bouchard et Henri Lacroix entendus à la radio. Ceux-ci jouissent d'une grande popularité au Québec et leur répertoire marqua les années 1950. 

## Les années 1960
1964 : Il s'établit à Montréal et commence immédiatement des recherches en vue de développer une collection de documents sur la musique traditionnelle (photos, disques 78-tours, affiches de concerts et de spectacles, articles de journaux, catalogues de disques, programmes de spectacles, etc.). 
Septembre 1966 : il fit la connaissance de Philippe Bruneau, avec qui il découvre le répertoire d'Alfred Montmarquette et de John Kimmel. Philippe Bruneau lui prodigua de précieux conseils sur la façon d'interpréter le répertoire traditionnel québécois.

## Les années 1970
Au début des années 1970, il fit la rencontre de Jean Carignan, Jos Bouchard, Louis « Pitou » Boudreault, Winston « Scotty » Fitzgerald, Angus Chisholm, et l'accordéoniste Joe Burke. Tous des musiciens remarquables par la qualité de leur technique et de leur interprétation du répertoire traditionnel irlandais, écossais ou québécois.
Auteur d'une quarantaine de pièces depuis 1982, il a toujours voulu communiquer la beauté et la richesse du répertoire québécois. C'est dans le but, dit-il, « de laisser un héritage aux générations futures ». Il a construit un héritage musical en utilisant tous ses temps libres pour sillonner la province de Québec afin de retrouver les traces des premiers musiciens entendus dans son enfance qui sont alors presque oubliés. Un peu comme l'a fait l'animateur Louis Bilodeau en faisant la tournée des villages québécois lors de l'émission Soirée Canadienne diffusée à partir de la station CHLT de Sherbrooke jusqu'en 1983.
- Une collection incroyable de 78 tours :

Il réussit à monter une énorme collection de disques 78 tours, ainsi qu'une foule de renseignements et photos glanés çà et là au fil de ses déplacements. 
- Environ 1500 disques 78 tours seront recueillis en 1974.

En 1977, il compila les informations qu'il a recueilli et celles-ci furent publiées dans un premier livre sur le folklore québécois.
Cet ouvrage déclenchera une prise de conscience collective sur l’importance du folklore dans le patrimoine culturel québécois et canadien. De là naîtra la fondation de plusieurs associations folkloriques toujours prospères au Québec.

## Les années 1970 et 1980

### Carrière à la radio et à la télévision
Dans le domaine de la radio et de la télévision, au cours des années 1970 et 1980, il est souvent appelé à participer à la planification d'émissions de radio et de télévision sur le folklore. 

### Consultant de la musique folklorique québécoise aux États-Unis
Son livre tombe aussi dans les mains de Richard Carlin du New Jersey qui le contacte à la fin des années 1970 au nom de la maison Folkways, afin de l’embaucher comme consultant pour participer dans un projet qui résultera dans la production de cinq albums de musique traditionnelle québécoise de la série (Masters of French Canadian Music). Ceux-ci sont toujours en vente sous l’étiquette Folkways et elle appartient maintenant à l'institut Smithsonian de Washington. Ces albums, dont le contenu est puisé dans ses archives personnelles et l’un de ceux-ci le mit en vedette avec Philippe Bruneau. Cela permit d'assurer une place de choix pour la musique traditionnelle québécoise dans le patrimoine musical mondial.  

## Les années 1990

### Les Archives de musique de la Bibliothèque Nationale du Canada
Au début des années 1990, les Archives de musique de la Bibliothèque Nationale du Canada le contactent pour faire l'acquisition de la presque totalité de sa collection de disques 78 tours (environ 3000). Il leur céda la collection et en profita pour faire don de tous ses documents de recherche à la Bibliothèque Nationale du Canada (Fonds Gabriel Labbé, MUS 245).
En 1995, il sortit un deuxième livre qui est une version augmentée et enrichie du premier. Sa collection de 78 tours avait doublé pour atteindre le nombre appréciable de plus de 3000 disques et il possédait de nouvelles informations.  

### Engagé par la Société Radio-Canada
En 1996, la Société Radio-Canada qui lui offre de participer à la production d’une série de quatre albums doubles qui sortiront sous le titre: « 100 ans de musique traditionnelle québécoise ». La production de ces albums s'échelonnera pendant près de quatre ans. Ces albums sortent à la fréquence d'environ un par année entre 1997 et 2000. Ces albums constituent maintenant une anthologie permanente de la musique traditionnelle québécoise des années 1900 à 2000 accessible à tous.

## Les années 2000: Contraint à réduire ses activités professionnelles
Au début des années 2000, il confie la balance de ses disques 78 tours et d'autres documents, à la Phonothèque québécoise. Il doit réduire ses activités professionnelles, car il souffre d'emphysème. Cependant, il s'est donné une mission de donner une meilleure place à la musique traditionnelle québécoise. Il participe souvent à des activités folkloriques au Québec. Il travaille alors comme recherchiste et folkloriste afin d’aider à dresser l’historique de la musique folklorique à Montréal. Il meurt le 14 mars 2008, à 69 ans.

## Discographie
- Masters of French Canadian music 3 — Folways Record, RBF-114, 1980
- Harmonica diatonique, Musique traditionnelle québécoise — Studio Victor, LAB-001, 1991
- Hommage à Alfred Montrmarquette — Disques Transit, TRCD-9501, 1995
- L'harmonica, une passion — Disques Transit, TRCD-9514, 1999
- Gabriel Labbé, Harmonica diatonique — Disques Tout Crin, TCDA-19086, 1995
- En concert, Gabriel Labbé, un passionné d'harmonica» (DVD) — SPDTQ, 2007
- Rencontre avec Gabriel Labbé, un passionné d'harmonica» (DVD) — SPDTQ, 2007

Les disques mentionnés ci-dessous sont des rééditions réalisés à partir de la collection de disques 78 tours et d'enregistrements de Gabriel Labbé :
- Masters of French Canadian Dances, Joseph Allard, violin (compilé par Gabriel Labbé)
- Folkways Records, RBF-110, 1979

Masters of French Canadian Music 2, Alfred Montmarquette, accordion (compilé par Gabriel Labbé) 
- Folkways Records, RBF-111, 1980

John J. Kimmel, Virtuoso of the Irish Accordion (compilé par Gabriel Labbé)
- Folkways Records, RF-112, 1980

Masters of French Canadian Music 4, Henri Lacroix, harmonica, Théodore Duguay, Joseph Plante, Joseph Guillemette, accordion (compilé par Gabriel Labbé)
- Folkways Records, RBF-115, 1982

Joseph Allard, Reels et cotillons (compilé par Gabriel Labbé)
- Interdisc, TRCD-9513, 1999

100 ans de musique traditionnelle québécoise (Quatre albums doubles réalisés d'après les recherches de Gabriel Labbé), Disques Transit, 1997 à 2000 :
- - Première époque : 1900 à 1940 — Transit, TRCD 9504/5
  - Deuxième époque : 1940 à 1960 — Transit, TRCD 9506/7
  - Troisième époque : 1960 à 1980 — Transit, TRCD 9508/9
  - Quatrième époque : 1980 à 2000 — Transit, TRCD 9510/11

## Recherche et publications (livres et diverses collaborations)
Les pionniers du disque folklorique québécois, 1920-1950 — Éditions de l'Aurore, 1977
Musiciens Traditionnels du Québec, 1920-1993 — VLB éditeur, 1995

## Prix et hommages
- 1998 : Récipiendaire du prix Nicolas-Doclin pour l'ensemble de son œuvre. Il fut décerné par la Société du patrimoine d'expression du Québec.

- 1998 : La Société pour la promotion de la danse traditionnelle québécoise lui remet le Prix Aldor, pour sa contribution à la préservation des racines musicales québécoises.

- 1999 : « Hommage à Gabriel Labbé », il s'agit du sujet d'un hommage à l'ouverture de La Grande Rencontre de 1999.

- 1999 : Nomination à l'ADISQ 1999, dans la catégorie Album de l'année pour l'anthologie/réédition/compilation du coffret « 100 ans de musique traditionnelle, vol. 2 ».

- 2006 : Soirée en hommage à Gabriel Labbé, le 8 mars 2006, organisée par la Phonothèque québécoise à la Chapelle du Bon Pasteur de Montréal. Il fut reçu membre d'honneur de la Phonothèque en présence de diverses personnalités du domaine des arts et de la musique québécoises qui lui ont rendu hommage.

## Sources
- Le site web de Gabriel Labbé